# Marcelo Battistuzzi
Marcelo Battistuzzi (São Paulo, 20 de julho de 1976) é um ex-piloto automobilístico e empresário brasileiro. Iniciou sua carreira no kart em Campinas, em 1989.
Após deixar o kart, correu na Fórmula Ford Brasileira (1993, com equipe própria), Fórmula Ford britânica (1994, equipe Dynamic Suspentions Team), Fórmula Vauxhall (1995, DMMS - 1996, Bellringer Motorsport), Fórmula Opel alemã e europeia (1997, equipe Vergani Racing), Fórmula 3000 Internacional (1998, equipes Apomatox e Prost Junior Team / 1999 - equipes Arrows Jr Team, Redgrave, Coloni, Monaco e Petrobras Junior) e Fórmula 3000 Italiana (2000, Monaco Racing).
Seu principal resultado foi alcançado em 1997, sagrando-se campeão europeu e alemão da Fórmula Opel, organizado pela EFDA, destacado como o piloto brasileiro competindo no exterior com o maior número de vitórias naquela temporada (9 vitórias)
Após deixar as pistas, Marcelo dedicou-se na criação da Virtual Grand Prix, a primeira empresa brasileira focada no desenvolvimento e locação de simuladores automobilísticos, na qual trabalha atualmente.